# Oliver Augustine Omewiri
Oliver Augustine Omewiri (* 22. August 1990) ist ein nigerianischer Fußballspieler.

## Karriere
Oliver Augustine Omewiri stand von 2019 bis Mitte 2020 beim Evo United FC in Laos unter Vertrag. Wo er vorher gespielt hat, ist unbekannt. Der Verein aus der laotischen Hauptstadt Vientiane spielte in der ersten Liga des Landes, der Lao Premier League. Mitte 2020 wechselte er zum Lao-Top College.